# Левенштейн Володимир Йосипович
Володимир Йосипович Левенштейн (рос. Владимир Иосифович Левенштейн, нар. 20 травня 1935) — російський вчений-математик, доктор фізико-математичних наук. Провів ґрунтовні дослідження у області інформаційних досліджень, теорії кодів та комбінаториці. Серед внесків найвідомішими є відстань Левенштейна, а також алгоритм Левенштейна, створені у 1965p. Існує суперечка щодо дати публікації документа, у якому було введено поняття відстані Левенштейна. Оригінал російською мовою був надрукований у 1965 р., але переклад з'явився лише у 1966 р.

## Біографія
Володимир Йосипович Левенштейн закінчив факультет математики та механіки Московського державного університету імені М. В. Ломоносова у 1958 році. По закінченню університету почав працювати в Інституті прикладної математики імені М. В. Келдишева, де працював до смерті. Був дійсним членом товариства IEEE по теорії інформації.
Володимир Йосипович отримав Медаль Річарда Геммінга в 2006 році за «внесок у теорію кодів, що виправляють помилки і теорію інформації, в тому числі відстані Левенштейна».

## Відстань Левенштейна
Відстань Левенштейна (також функція Левенштейна) у теорії інформатики і комп'ютерній лінгвістиці є мірою різниці двох послідовностей символів (рядків) відносно мінімальної кількості операцій вставки, видалення і заміни необхідних для переходу однієї послідовності в іншу. (дет. відстань Левенштейна).